# كينغسلي بيندا
كينغسلي بيندا (بالفرنسية: Kingsley Pinda)‏ مواليد 30 يناير 1992 في باريس، هو لاعب كرة سلة فرنسي. بدأ مسيرته الاحترافية في سنة 2010. يلعب في الدوري الفرنسي لكرة السلة الدرجة الثانية. يحمل الرقم 14. سبق أن لعب مع نانسي باسكت في الدوري الفرنسي لكرة السلة الدرجة الأولى.

## روابط خارجية
- كينغسلي بيندا على موقع الاتحاد الدولي لكرة السلة (الإنجليزية)
- كينغسلي بيندا على موقع كرة السلة الأوروبية.كوم (الإنجليزية)
- كينغسلي بيندا على موقع ريلجم (الإنجليزية)
- كينغسلي بيندا على موقع بروبوليرز (الإنجليزية)
- كينغسلي بيندا على موقع سبورتس رفرنس (الإنجليزية)